# Selenetherium
Selenetherium (лат.) — вымерший род хоботных из семейства слоновые (Elephantidae). Включает типовой и единственный вид Selenetherium kolleensis, известный по неполной нижней челюсти (голотип KL4.96.002). Обнаружен в отложениях раннего плиоцена (занклский ярус) в карьере Колле, Чад.

## Этимология
Название происходит от др.-греч. Selênê — луна, и дано из-за серповидной формы зубов этого таксона.

## Филогения
Selenetherium входит в семейство слоновых. Ряд признаков сближает род с подсемейством Stegotetrabelodontinae, в которое Калб и Мебрате (1993) включают Stegotetrabelodon (S. syrticus и S. orbus), Stegodibelodon schneideri, стегодона (Stegodon) и Stegolophodon, основываясь на спорной гипотезе о близком родстве между примитивными слоновыми (Stegotetrabelodon, Stegodibelodon) и стегодоном.